# Danh sách phim điện ảnh Hàn Quốc năm 1962
Danh sách phim sản xuất tại Hàn Quốc vào năm 1962:
| 1962                                 |                |              |                  |                                                                                                   |
| A Bonanza                            | Jung Chang-hwa |              |                  |                                                                                                   |
| Farewell to the Duman River          | Im Kwon-taek   | Kim Seok-hun | Phim chiến tranh |                                                                                                   |
| Freely Given                         |                |              |                  |                                                                                                   |
| Maengjin-sa's Happy Day              | Lee Yong-min   |              |                  |                                                                                                   |
| The Memorial Gate for Virtuous Women | Shin Sang-ok   | Choi Eun-hee | Phim tình cảm    | Phim xuất sắc tại Grand Bell Awards, nhận được đề cử tại Liên hoan phim Quốc tế Berlin lần thứ 13 |
| There Are No Bad Men                 |                |              |                  |                                                                                                   |
| Park Mun-su: Secret Agent            |                |              |                  |                                                                                                   |
| When Acacias Bloom                   |                |              |                  |                                                                                                   |

Danh sách này không đầy đủ, bạn cũng có thể giúp mở rộng danh sách.